# اداره منابع طبیعی ایالت واشینگتن
اداره منابع طبیعی ایالت واشینگتن (انگلیسی: Washington State Department of Natural Resources) یکی از آژانس‌های دولتی ایالت واشینگتن است که مدیریت منابع طبیعی ایالت واشینگتن را به عهده دارد.